# Arènes Marius-Bonnaud
 (décembre 2019).
Les Arènes de Rodilhan, dont la première construction remonte à 1959, sont les arènes municipales de la commune de Rodilhan située dans le département français du Gard, dans la région Languedoc-Roussillon. Elles ont remplacé un plan de charrette sur la place du village où se déroulaient les courses de taureaux, et où la piste était délimitée par des charrettes servant de barrières selon la coutume des pays de bouvine. Au départ dédiées exclusivement à la course camarguaise, elles ont progressivement évolué vers les novilladas sans picador, puis vers la corrida formelle.

## Présentation
Elles portent le nom d'arènes Marius-Bonnaud à la mémoire d'un aficionado, cheminot de son métier, dont on sait peu de chose. Un bulletin généalogique remonte jusqu'à ses ancêtres sans que l'on puisse affirmer avec certitude qu'il s'agit bien du Bonnaud de Rodilhan.[réf. nécessaire]
Le bâtiment peut contenir 700 à 900 personnes selon l'étude de Jean-Baptiste Maudet.
Ce sont des arènes municipales fixes, construites en béton, remaniées plusieurs fois depuis leur première inauguration. Elles font partie outre l'arène proprement dite, d'un ensemble sportif
Elles accueillent le plus souvent des courses camarguaises. Au mois d'octobre de chaque année a lieu le festival Toros y Caridad composé notamment de novilladas et de corridas formelles[réf. nécessaire].
En octobre de chaque année, le festival taurin organisé par le Club taurin Paul Ricard « Toros y caritad », reverse ses fonds à l’association LA CLE qui vient en aide depuis vingt ans aux enfants frappés de cancers et leucémies. Le torero Marc Serrano est le parrain de l’association LA CLE

## Fêtes champêtres
Hors les arènes, se déroulent chaque année des fiestas camperas (fêtes champêtres) organisées dans des ganaderías par le club taurin Toros y Caridad le plus souvent dans des localités voisines comme la fête qui a eu lieu le 28 février 2016 à la ganadería La Paluna de Saint-Gilles[réf. nécessaire].

## Critiques
En 2011, la corrida organisée par le club taurin Toros Y Caridad a été perturbée par des manifestants anti-corrida qui se sont enchaînés dans le ruedo. Les aficionados ont réagi de façon violente à l'encontre des militants, certains ont été par la suite condamnés en 2016 par le tribunal de Nîmes pour violence commise en réunion,. Depuis, une manifestation anti-corrida a lieu chaque année au moment du festival par le CRAQ qui tente d'empêcher la mise à mort du taureau. En réaction, un service d'ordre important est déployé depuis 2012, donnant parfois lieu à des heurts avec les forces de l'ordre dans les rues de la commune, notamment en 2013,,.